# Andrzej Betlej
Andrzej Betlej, né le 26 octobre 1971 à Cracovie, est un historien de l'art polonais, docteur ès lettres et sciences humaines, directeur du musée national de Cracovie depuis 2016.

## Biographie
Andrzej Tadeusz Betlej est diplômé d'histoire de l'art de l'université Jagellonne, professeur à l'Institut d'histoire de l'art de cette université. En 1999, il soutient sa thèse de doctorat préparée sous la direction du professeur Jan K. Ostrowski. Le 28 janvier 2011, le Conseil de la Faculté d'histoire de l'Université Jagellonne lui décerne l'habilitation.
De 2012 à 2016, il est directeur de l'Institut d'histoire de l'art de l'université Jagellonne. Il est initiateur de la création de la conférence permanente des directeurs des instituts d'histoire de l'art en Pologne (2013). Depuis le 1er janvier 2016, il est directeur du Musée national de Cracovie.
Ses recherches se concentrent principalement sur l'art moderne (XIXe et XXe siècles), en particulier sur l'architecture et la sculpture dans les territoires orientaux de l'ancienne République des deux nations polono-lituanienne, ainsi que sur les questions de patronage artistique et l'impact des motifs graphiques. Titulaire d'une bourse de la Fondation pour la science polonaise (2002 ; au Zentralinstitut für Kunstgeschichte de Munich) ; de la Fondation Kościuszko (2003, au Getty Research Institute de Los Angeles), plusieurs fois de la Fondation Lanckoronski de Brzezie, du ministère polonais de la Culture et du Patrimoine national et du département d'État américain (dans le cadre de l'International Visitor Leadership Program). Il a reçu à deux reprises des subventions de recherche du Programme national de développement des sciences humaines. Il est expert du Centre national des sciences et du Programme national de développement des sciences humaines.
Membre du comité d'histoire de l'art de l'Académie polonaise des arts et des sciences, de l'Association des historiens de l'art (membre de 2003 à 2008, depuis 2019 vice-président du conseil central), de la Société polonaise de recherche sur le XVIIIe siècle. Au cours des années 2012-2019, il est membre expert du comité des sciences de l'art de l'Académie polonaise des sciences et du comité national d'histoire de l'art. Membre du conseil scientifique de l'Institut des beaux-arts de l'Académie polonaise des sciences (2014-2018), du comité d'évaluation des unités scientifiques (2015-2018) et des conseils des musées : le château royal du Wawel (pl), le musée des instruments de musique folkloriques de Szydłowiec, Le Musée régional de Bydgoszcz (2016-2019), le Musée national de Kielce, le Musée Czartoryski de Puławy, le musée royal Łazienki de Varsovie, la Bibliothèque scientifique de l'Académie polonaise des arts et des sciences et de l'Académie polonaise des sciences de Cracovie, ainsi que membre du Conseil pour les musées et sites nationaux de commémoration du ministre de la Culture et du Patrimoine national (mandat 2018-2021). Il est également président du Conseil de l'Institut national du patrimoine culturel polonais à l'étranger Polonika (pl).
Depuis janvier 2012, il est rédacteur en chef du magazine Modus. Œuvres de l'histoire de l'art (pl). Il est également membre des comités de rédaction de “Teka Lubelska”, “Sztuka Polski Środkowej. Studia”, “Opuscula Musealia”, “Roczniki Sztuki Śląskiej”, "Rozprawy Muzeum Narodowego w Krakowie".
Co-rédacteur de la collection Sztuka kresów wschodnich (vol. 4-7); Cracovie 1994–2012, Matériaux pour l'histoire de l'art et de la culture des XVIIe et XVIIIe siècles (vol. 1-8, Cracovie 2016-) et des ouvrages: Praxis atque theoria. Studia ofiarowane profesorowi Adamowi Małkiewiczowi (Cracovie 2006), Fides Ars Scientia. Studia dedykowane pamięci Księdza Kanonika Augustyna Mednisa (Tarnów 2008), Między Wrocławiem a Lwowem. Sztuka na Śląsku, w Małopolsce i na Rusi Koronnej w czasach nowożytnych (Wrocław 2011), Ornament i dekoracja dzieła sztuki (Cracovie 2015), Velis quod possis. Studia z historii sztuki ofiarowane Profesorowi Janowi Ostrowskiemu (Cracovie 2016), Muzeum Narodowe w Krakowie 1879-2019 (Cracovie 2019), Zapomniane dziedzictwo: zbiór odlewów gipsowych Uniwersytetu Jagiellońskiego (Cracovie 2019). .
Il a été honoré du prix Szczęsny Dettloff décerné par l'Association des historiens de l'art pour sa thèse de doctorat (1999), le Prix du Premier ministre de la République de Pologne (2000), le prix Jerzy-Łoziński (2005). Il a reçu le prix du Livre du mois de Cracovie en décembre 2010 pour SIBI, DEO, POSTERITATI. Jabłonowscy a sztuka w XVIII wieku. Il est lauréat du Prix du Recteur de l'Université Jagellonne (2011, 2014, 2015) et du Prix "ARS QUAERENDI" de la Région de Małopolska « pour des activités exceptionnelles pour le développement et la promotion de la culture ». Il a reçu la médaille d'argent pour le mérite de la culture - Gloria Artis (2015) et l'insigne d'honneur d'or de la Voïvodie de Petite-Pologne - la Croix de la Petite-Pologne (2019).

## Publications choisies
- "Abrysy budowli w różnych sposobach y kształtach". Nieznany zbiór XVIII-wiecznych rysunków architektonicznych, 2000,  (ISBN 83-86050-53-5) (consulter en ligne).
- Paweł Giżycki SJ, architekt polski XVIII wieku, 2003,  (ISBN 83-88385-16-X).
- Zbiór augsburskich „rycin ornamentalnych” z XVIII wieku, 2003,  (ISBN 83-88934-31-7).
- Sibi, Deo, Posteritati. Jabłonowscy a sztuka w XVIII wieku, 2010,  (ISBN 978-83-61033-38-7) (consulter en ligne).
- Materiały do dziejów sztuki sakralnej na ziemiach wschodnich dawnej Rzeczypospolitej. Cz. I: Kościoły i klasztory rzymskokatolickie dawnego województwa ruskiego, t. 1-23, 1992-2015 [sous la direction de Jan K. Ostrowski].
- Badania sztuki ziem wschodnich dawnej Rzeczypospolitej po 1989 roku, 2012 (consulter en ligne)
- Abrys, delineatio, kopersztych..., czyli „przednie rysowane, godne poszanowania, dobrych magistrów rysunki”. Projekty dzieł małej architektury ze zbiorów krakowskich, 2014,  (ISBN 978-83-63896-20-1) [avec Agata Dworzak] (consulter en ligne).
- (pl + en) Artur Wabik (dir.), Wojciech Jama, Tomasz Trzaskalil, Wojciech Birek, Adam Rusek, Paweł Panic, Michał Jutkiewicz et Andrzej Betlej (introduction), Teraz Komiks! : Comics Now!, Cracovie, Muzeum Narodowe w Krakowie, 2018 (ISBN 978-83-7581-266-4).